# Lytocarpia incisa
Lytocarpia incisa är en nässeldjursart som först beskrevs av Coughtrey 1875.  Lytocarpia incisa ingår i släktet Lytocarpia och familjen Aglaopheniidae. Inga underarter finns listade i Catalogue of Life.